# Astragalus eriocalyx
Astragalus eriocalyx es una especie de planta del género Astragalus, de la familia de las leguminosas, orden Fabales.

## Distribución
Astragalus eriocalyx se distribuye por Turquía (Tokat).

## Taxonomía
Fue descrita científicamente por Bunge. Fue publicado en Mémoires de l'Academie Imperiale des Sciences de Saint Petersbourg 7, 11(16): 86 (1868).
Sinonimia
- Astragalus pennatus eriocalyx (Bunge) Chamberlain & Matthews
Astragalus pennata eriocalyx (Bunge) Podl.